# Gerónimo de Aguilar
Gerónimo de Aguilar (auch Jerónimo de Aguilar; * 1489 in Sevilla, Spanien; † um 1524) war ein Franziskaner, der bei der Eroberung Mexikos Hernán Cortés als Übersetzer und Dolmetscher wichtige Dienste leistete.

## Biographie
Im Jahre 1511 brach Aguilar an Bord der Karavelle Santa María de la Barca von Panama in Richtung Santo Domingo auf. Wegen schlechten Wetters erlitt das Schiff in der Nähe der Halbinsel Yucatán Schiffbruch. Aguilar, ein spanischer Matrose namens Gonzalo Guerrero sowie weitere Schiffbrüchige überlebten, da starke Strömungen ihr Boot an die mexikanische Küste (Quintana Roo) trieben.
Aguilar und die anderen Überlebenden wurden von den dort ansässigen Maya gefangen genommen, um später den Göttern geopfert zu werden. Aguilar und Gonzalo Guerrero gelang es jedoch, zu fliehen und sich im Regenwald versteckt zu halten. Bald gerieten sie in die Gefangenschaft anderer kriegerischer Maya und wurden von diesen als Sklaven gehalten. Während dieser achtjährigen Gefangenschaft erlernte Aguilar die Sprache der Maya.
Als Hernán Cortés im Jahre 1519 auf der Insel Cozumel anlangte, kam ihm zu Ohren, dass es auf dem Festland Spanier gebe, die von den Maya als Sklaven gehalten würden, und erwirkte deren Freilassung. Im Gegensatz zu Gonzalo Guerrero, der es unter den Maya zu Wohlstand und Ansehen gebracht hatte, schloss sich Aguilar der Expedition von Cortés an. Da er sowohl Maya als auch Spanisch sprach, diente er – gemeinsam mit Malinche, die sowohl des Maya als auch des Nahuatl mächtig war – Hernán Cortés während seiner Eroberungszüge lange Zeit als Übersetzer und Dolmetscher. Als Malinche jedoch auch das Kastilische beherrschte, trat Aguilar mehr und mehr in den Hintergrund. Aguilar starb, vermutlich 1523 oder 1524, an einem unbekannten Ort.

## Literarische Bearbeitungen
- Hanna Klose-Greger: Kommst du wieder Federschlange?, Prisma Verlag Zenner und Gürchott, Leipzig, 1966.
- Peter Danziger: Die gefiederte Schlange, Bastei Lübbe Taschenbuch, 2001, ISBN 3-404-14577-1.
- Jakob Wassermann: ‚Geronimo de Aguilar‘, Verlag der Nation Berlin, 1988, ISBN 3-373-00255-9.